# Relacions entre l'Imperi Romà i l'Índia
Les relacions entre l'Imperi Romà i l'Índia foren les relacions internacionals de naturalesa fonamentalment comercial entre l'Imperi Romà, centrat en el mar Mediterrani, i els diversos regnes del subcontinent indi. Van començar al principi de l'era cristiana, després del regnat d'August i la seva conquesta d'Egipte.
La utilització dels vents monsons, que permetien una travessia més segura que el llarg i perillós viatge al llarg de la costa, va ajudar a millorar el comerç entre l'Imperi Kushan de l'Índia i Roma. El trajecte comercial romà s'aturava al sud de l'Índia, on es van establir poblats mercantils que van seguir en peu molt de temps després de la caiguda de l'Imperi Romà i la seva pèrdua dels ports en el Mar Roig, que s'havien utilitzat per assegurar el comerç amb l'Índia i el món grecoromà des d'èpoques de la dinastia ptolemaica.

## Context

Les dinasties selèucida i ptolemaica van controlar la xarxa comercial cap a l'Índia abans que els romans s'establissin a Egipte.
Regne de Ptolemeu
Regne de Seleuc

La dinastia selèucida va controlar una xarxa desenvolupada de comerç amb l'Índia que ja havia existit sota l'esfera d'influència de la dinastia aquemènida persa. La dinastia ptolemaica grega, que controlava l'oest i nord d'altres rutes de comerç amb el sud d'Aràbia i l'Índia, havia començat a aprofitar les oportunitats comercials que oferia l'Índia abans que els romans intervinguessin, però, segons l'historiador Estrabó el volum del comerç entre l'Índia i Grècia no podia ser comparat amb el comerç posterior amb Roma.
El Periple de la Mar Eritrea esmenta un temps en què el comerç marítim entre l'Índia i Egipte no es realitzava en forma directa. En aquestes situacions, la càrrega era enviada a Aden:
| « | L'Aràbia Feliç va ser anomenada afortunada, i en un temps una ciutat, quan, perquè no passaven vaixells de l'Índia a Egipte ni els d'Egipte s'atrevien a anar més lluny d'aquest lloc, rebia les càrregues de tots dos, tal com Alexandria rep els objectes portats des de l'estranger i d'Egipte. | » |

La dinastia ptolemaica havia conduït el seu comerç amb l'Índia utilitzant els ports del Mar Roig. Establerts a Egipte, els romans van prendre al seu càrrec i desenvolupar encara més el comerç preexistent amb l'ocupació d'aquests mateixos ports.

## Assentament

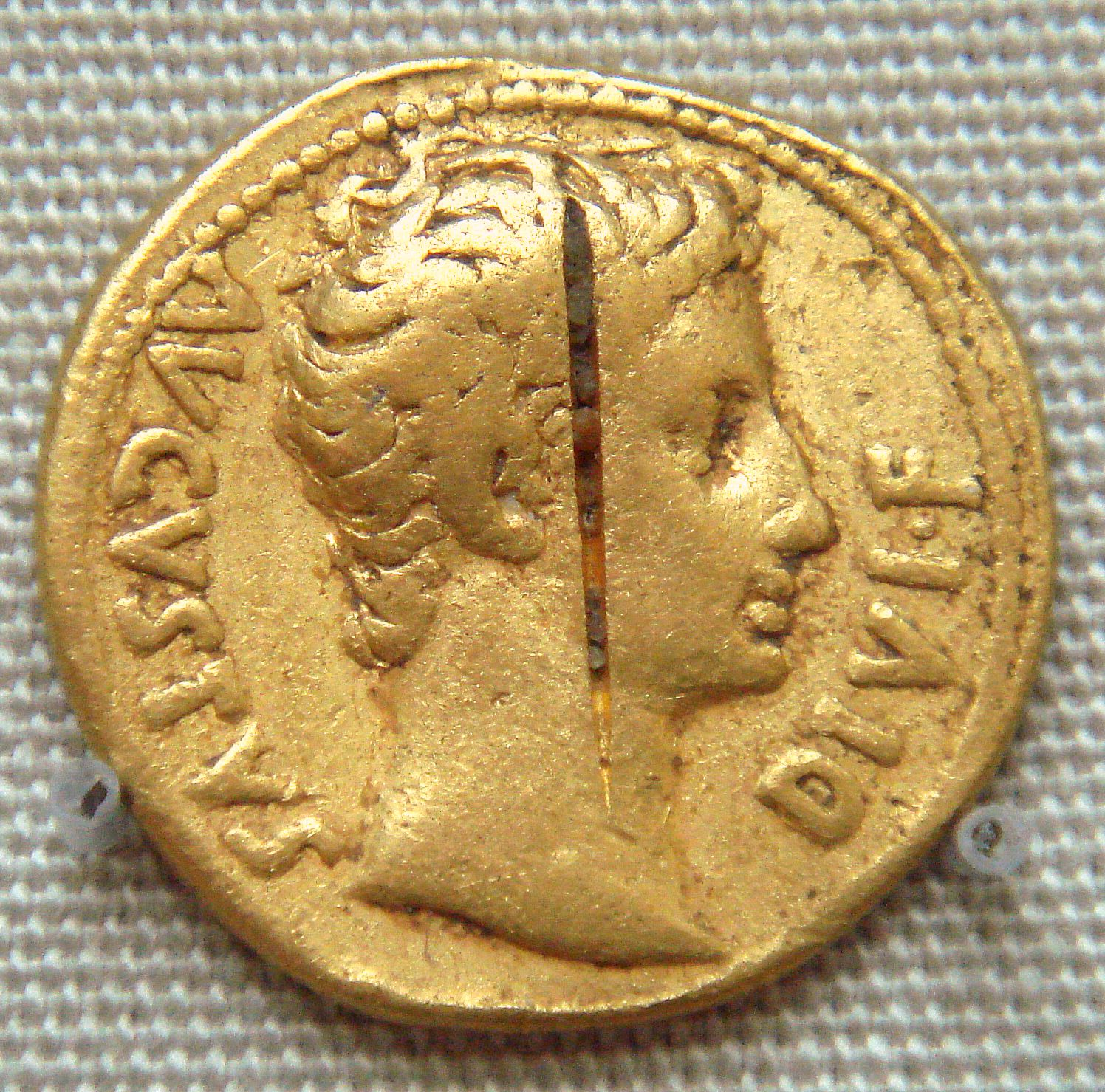
Moneda de l'emperador romà August trobada en el dipòsit de Pudukottai. Museu Britànic.

El reemplaçament de Grècia amb l'Imperi Romà com a administrador de la Mediterrània va portar a l'enfortiment del comerç marítim directe amb el món asiàtic i a l'eliminació dels impostos recaptats anteriorment pels intermediaris dels diferents territoris que travessaven les mercaderies. Estrabó esmenta l'enorme creixement del comerç després de l'annexió romana d'Egipte, el que indica que ja es coneixia el vent monsó i que s'aprofitava per a la navegació comercial.
El comerç de mercaderies havia començat amb Èudox de Cízic el 130 aC i va seguir augmentant. A més, segons Estrabó (II.5.12):
| « | En tot cas, quan Gal era prefecte d'Egipte, el vaig acompanyar i vaig pujar pel Nil fins Syene i la frontera d'Etiòpia, i vaig saber que cent vint vaixells navegaven des de Myos Formes a l'Índia, mentre que anteriorment, sota els Ptolemeu, només uns pocs s'aventuraven a semblant viatge i a comerciar amb mercaderies índies. | » |

Per l'època d'August, cada any navegaven fins a 120 vaixells des Myos Formes a l'Índia. Aquest comerç requeria tant or, que aparentment era reciclat pels Kushan per l'encunyació de monedes pròpies, que Plini el Vell (NH VI.101) es queixava del buidatge d'espècies per a l'Índia:
| «                                    | Índia, la Xina i la península aràbiga treuen cent milions de sestercis anuals al nostre Imperi segons una estimació moderada: això és el que ens costen els nostres luxes i dones. Perquè quin percentatge d'aquestes importacions es dedica a sacrificis als déus o als esperits dels morts? | » |
| — Plini, Naturalis Historiæ 12.41.84 | |   |

## Ports

### Els ports romans
Els tres ports romans principals que participaven en el comerç amb Àsia eren Arsinoe, Berenice Troglodytica i Myos Formes. Arsinoe era un dels primers centres comercials, però al cap de poc va ser eclipsat pels més accessibles Myos formes i Berenice.

#### Arsinoe

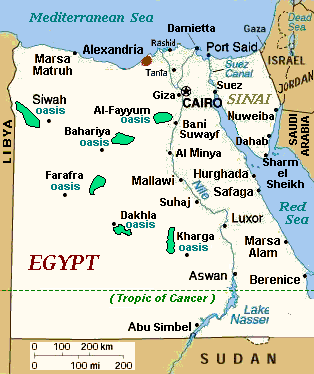
Ubicació dels ports egipcis del Mar Roig, incloent Alexandria i Berenice.

La dinastia ptolemaica va aprofitar la posició estratègica d'Alexandria per afirmar el seu comerç amb l'Índia. Aparentment, la ruta de comerç amb Àsia semblaria passar en primer lloc pel port d'Arsinoe, prop l'actual ciutat de Suez. Les mercaderies de l'Àfrica oriental desembarcaven en un dels tres ports romans principals, Arsinoe, Berenice o Myos Hormos. Els romans van netejar el canal des del Nil fins al centre portuari de Arsinoe al Mar Roig, ja que aquest estava obstruït pel llot. Aquesta va ser una de les moltes tasques que va haver de dur a terme l'administració romana per desviar les rutes marítimes de comerç tant com era possible.
Amb el temps Arsinoe va quedar a l'ombra de la prominent Myos Hormos. A causa dels vents provinents del nord del Golf de Suez, la navegació rumb als ports de la zona, com ara Arsinoe-Clysma, es va tornar més difícil en comparació amb Myos Hormos. Aventurar-se en aquells ports presentava també altres dificultats, com barreres naturals, esculls i corrents marins traïdores.

#### Myos Hormos i Berenice
Myos Hormos i Berenice semblen haver estat importants centres de comerç de l'antiguitat, possiblement utilitzats pels mercaders dels faraons de l'Antic Egipte i la dinastia ptolemaica abans de caure sota el control de Roma.
El jaciment arqueològic de Berenice, des del seu descobriment per Giovanni Belzoni a 1818, és comparable amb les ruïnes prop de Ras banyes al sud d'Egipte. No obstant, la ubicació precisa de Myos Hormos és discutida a causa de les diferències entre la latitud i longitud proveïdes per Ptolemeu en la seua obra Geografia (que coincideixen amb la d'Abu Sha'ar) i els relats provinents de la literatura clàssica i les imatges de satèl·lit que indiquen la seva identificació probable amb Quesir el-Quadim, a l'extrem d'un camí fortificat de Coptos, al Nil El lloc de Quesir el-Quadim ha estat associat principalment amb Myos Hormos després que les excavacions efectuades en el-Zerqa, a mig camí, revelessin ostracons, pel que es va concloure que el port al final del camí va poder haver estat Myos Hormos.

### Els ports indis

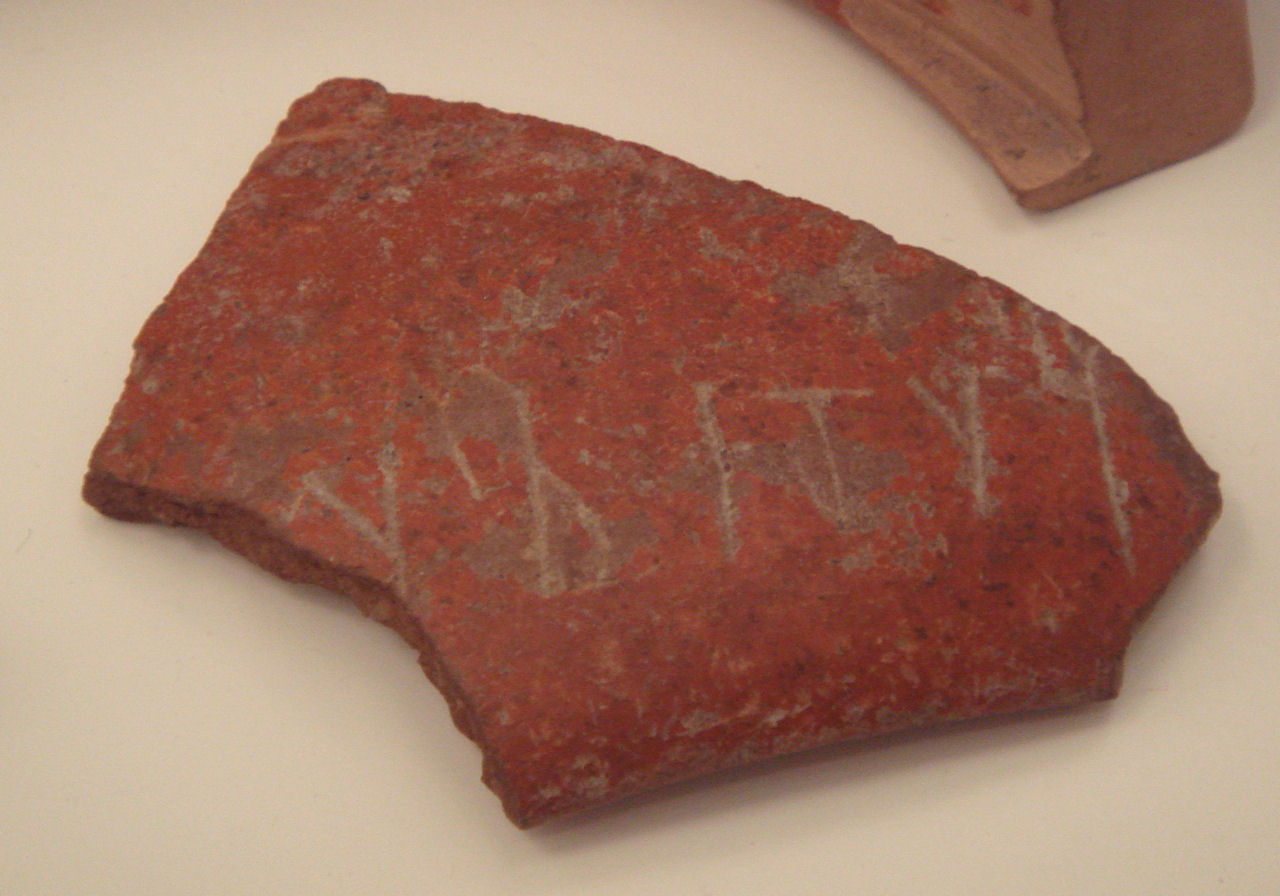
Peça de terrissa romana d'Arezzo, Latium, trobada a Virampatnam, Arikamedu. Museu Guimet.

A l'Índia, els ports de Barbaricum (l'actual Karachi), Barygaza, Muziris i Arikamedu, situats a l'extrem sud de l'Índia, eren els principals centres de comerç. El  Periple per la mar Eritrea  descriu els mercaders grecoromans venent a Barbaricum «fins vestits, articles de lli decorats amb figures, topazi, corals, storax, olibà, atuells de vidre, làmines d'or i plata, i una mica de vi» a canvi de «costus, bdellium, Lycium, nard, turquesa, lapislàtzuli, vestimentes de cotó, fils de seda, i colorant indi ». En Barygaza, també compraven blat, arròs, oli de sèsam, cotó i draps.

#### Barigaza
El comerç amb Barigaza va prosperar, especialment sota el control del sàtrapa occidental indoescita Nahapana ("Nambanus"):
| «                                          | A aquesta ciutat mercantil (Barigaza) s'importen vi, de preferència italià, també de Laodicea i àrab; coure, estany i ferro; coral i topazi; vestits de tota mena, fins i d'inferior qualitat; cintes de colors brillants d'un colze d'amplada; storax, trèvol d'olor, cristall de roca, rejalgar, antimoni, monedes d'or i plata, per les quals s'obtenen guanys en ser canviades pels diners local, i ungüents, però no gaire cars ni en grans quantitats. I per al Rei es porten a aquests llocs cars atuells de plata, joves cantaires, belles donzelles per al harem, vins fins, bells vestits confeccionats amb els fils més fins, els millors ungüents. D'allà s'exporten costus, bdellium, ivori, àgata i cornalina, lycium, teles de cotó de tot tipus, teles de seda, fils, pebrots, i altres articles semblants que són portats aquí des dels mercats de diverses ciutats. Aquells destinats per a aquest mercat egipci, realitzen el seu viatge favorablement a prop del mes de juliol, és a dir Epifi. | » |
| — Periple per la mar Eritrea, paràgraf 49. | |   |

#### Muziris

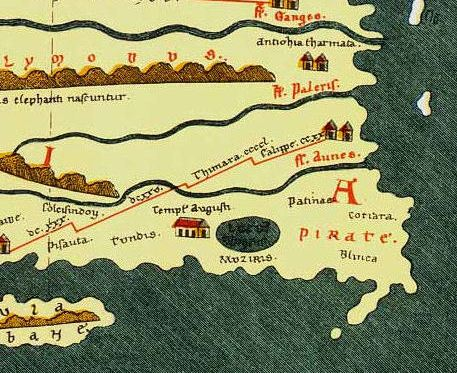
Muziris, tal com es pot veure a la Taula de Peutinger.

Muziris és una ciutat portuària desapareguda que va estar ubicada al sud de l'Índia, a l'estat de Kerala, i que va ser un important centre de comerç amb l'Imperi Romà. S'hi han trobat grans dipòsits de monedes i innumerables fragments d'àmfores en el poble de Pattanam, el que va despertar el recent interès arqueològic per trobar una ubicació probable d'aquesta ciutat portuària. Segons el Periple per la mar Eritrea, molts marins grecs portaven a terme un comerç intens amb Muziris:
| «                                    | Muziris i Nelcynda, que ara són de fonamental importància (...) Muziris, del mateix regne, és abundant pel que fa a vaixells que són enviats allà amb càrregues des d'Aràbia i pels grecs, està situada en un riu, distant de Tyndis cinc-cents estadis per riu i mar, i vint estadis pujant pel riu des de la costa. | » |
| — Periple per la mar Eritrea , 53-54 | |   |

#### Arikamedu
El Periple per la mar Eritrea fa menció a un mercat anomenat Poduke (capítol 60); G. W. B. Huntingford va considerar que possiblement es tractés d'Arikamedu (actualment part d'Ariyankuppam), a una distància aproximada de 3 quilòmetres de l'actual Pondicherry. Huntingford també assenyala que el 1937 es van trobar mostres de terrissa romana a Arikamedu, i que les excavacions arqueològiques efectuades entre 1944 i 1949 van demostrar que es tractava d'«un lloc de comerç al qual es van importar articles de manufactura romana durant la primera meitat del segle I de l'era cristiana».

## Intercanvis culturals

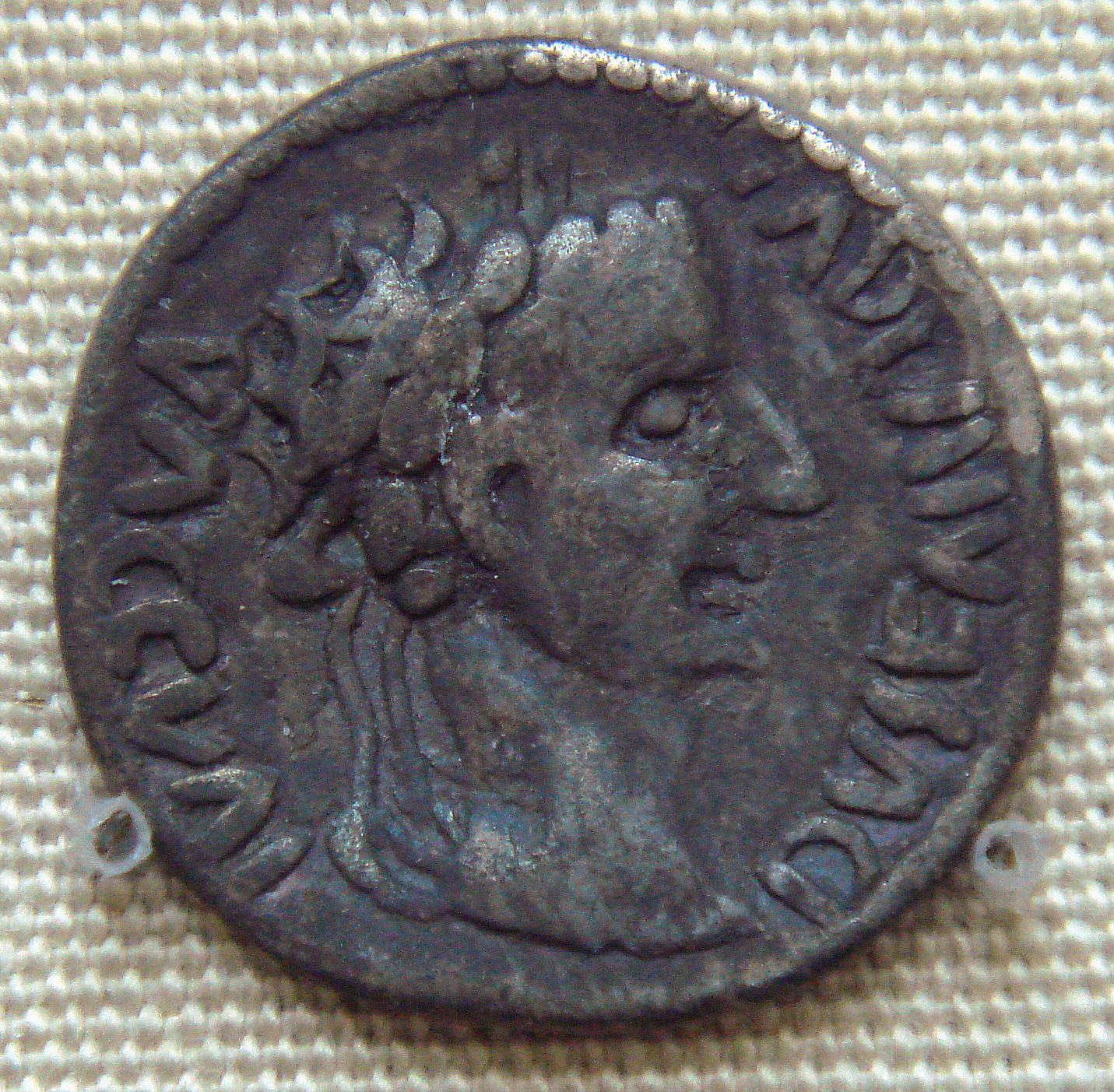
Imitació índia d'una moneda d'August del (al Museu Britànic).

El comerç entre Roma i l'Índia també va produir diversos intercanvis culturals que van tenir un efecte durador tant en les dues civilitzacions com en altres que estaven involucrades en el comerç. El regne etíop Aksum, part de la xarxa de comerç en l'oceà Índic, es va veure influenciat per la cultura romana i l'arquitectura índia. En els treballs romans en plata i ivori, es poden apreciar rastres d'influència dels indis, igual que en les teles de cotó i seda egípcies que es venien a Europa. La presència índia a Alexandria podria haver influït lleugerament sobre la cultura, però se sap poc d'aquesta influència. Climent d'Alexandria esmenta Buda en els seus escrits, així com es poden trobar mencions a altres religions de l'Índia en altres textos de l'època.
Hi va haver colons cristians i jueus de Roma que van seguir vivint a l'Índia molt de temps després de la decadència del comerç bilateral. S'han trobat grans quantitats de monedes romanes al llarg de l'Índia, i especialment en els grans centres de comerç marítim del sud. Els reis del sud de l'Índia tornaven a encunyar les monedes romanes amb els seus propis noms, després de treure'ls les efígies, com a senyal de la seva sobirania. Hi ha mencions als comerciants dins de la literatura sangam de l'Índia que es troba escrita en tàmil. En una d'aquestes mencions es pot llegir: «Els bells vaixells dels yavanes van arribar amb or i van tornar amb pebre, i Muziris es va fer ressò de la celebració».

## Decadència

Egipte sota el govern del Primer califat, vist sobre els estats moderns.
Profeta Mahoma, 622-632
Califat patriarcal, 632-661
Califat omeia, 661-750

Després de les guerres romano-sassànides, les zones sota domini de l'Imperi Romà d'Orient van ser capturades per Còsroes I, emperador sassànida de l'Imperi Persa. Els àrabs, liderats per Amr ibn al-As, van entrar a Egipte a finals de 639 o començaments de 640.
Aquest avanç va assenyalar el començament de la conquesta àrab d'Egipte, així com la caiguda de ports com el d'Alexandria, utilitzats per al comerç amb l'Índia per part de l'món grecoromà des de temps de la dinastia ptolemaica.
La decadència en el comerç amb Europa va provocar que l'Índia mirés cap al Sud-est Asiàtic a la recerca de mercats internacionals, on va influir sobre la cultura local en un grau molt més gran que a Roma.
Els turcs otomans van conquerir Constantinoble al segle xv, marcant el començament del control turc sobre la majoria de les rutes de comerç entre Europa i Àsia.